# Gordon Perry
Gordon Perry (...) è un allenatore di sci alpino ed ex sciatore alpino canadese.

## Biografia
Sciatore polivalente, Perry vinse il titolo nazionale canadese nello slalom speciale nel 1985; fece parte della nazionale canadese e gareggiò in Coppa del Mondo, senza ottenere piazzamenti di rilievo. Non prese parte a rassegne olimpiche né ottenne piazzamenti ai Campionati mondiali; dopo il ritiro è divenuto allenatore nel circuito universitario nordamericano (NCAA).

## Palmarès

### Campionati canadesi
- 1 medaglia (dati parziali)[1]:
  - 1 oro (slalom speciale nel 1985)